# Museu Ferroviário de Arco de Baúlhe
O Espaço Museológico de Arco de Baúlhe, fica situado no centro da Vila com o mesmo nome, no Município de Cabeceiras de Basto. Ocupa as antigas instalações utilizadas para estacionamento de material circulante, junto à Estação Ferroviária de Arco de Baúlhe, que foi términus da Linha do Tâmega.

## Espólio
Aqui podem observar-se veículos representativos de seis companhias de caminhos de ferro(PPV, MD, CFG, CN, VV e Comboios de Portugal) e oriundos de Portugal, Bélgica, Inglaterra, França e Alemanha.
- Carruagem CEfv 79 (1876)
- Salão de direcção SEfv 4001 (1905)
- Vagão 1820013 (1906)
- Salão de direcção SEyf 201 (1906)
- Furgão DEfv 506 (1908)
- Locomotiva MD 407 (1908)
- Carruagem CEyf 453 (1908)
- Vagão 5937023 (1909/11)
- Cisterna 7012002 (1926)
- Automotora a gasolina ME 5 (1948)

De destacar a existência de um comboio histórico composto por dois salões de direcção (o 4001, onde viajou o Rei D. Carlos I, e o 201) e uma locomotiva a vapor de 1908.